# زیست‌نشانگر
زیست‌نشانگر یا نشانگر زیستی (به انگلیسی: Biomarker) یک شاخص کمی مبین برخی حالات‌ها زیست‌شناختی یا شدت یک بیماری است. گاهی به یک ماده که حضورش نشان‌دهنده وجود یک جاندار زنده است، اشاره دارد. یک نشانگر زیستی در حوزه پزشکی شاخص کمی بیانگر شدت بیماری است.
زیست‌نشانگرها اغلب در بررسی فرایندهای طبیعی زیستی، ارزیابی مواجهه شغلی، سم‌شناسی، فرایندهای یمنی یا پاسخ دارویی به یک درمان ویژه ارزیابی می‌شوند و در بسیاری از رشته‌های علمی استفاده می‌گردد.

### تاریخچه
هرچند اصطلاح نشانگر زیستی نسبتاً جدید است اما زمان قابل توجهی است که در تحقیقات و تشخیص‌های بالینی استفاده می‌شده است. برای مثال، استفاده از دمای بدن به منظور تعیین خطر سکته مغزی یا استفاده از مقادیر کلسترول به عنوان یک نشانگر زیستی برای نشان دادن خطر بیماری عروق کرونر کاملاً شناخته شده‌اند.
واژه بیومارکر برای نخستین‌بار توسط مؤسسه ملی بهداشت آمریکا در سال ۱۹۸۰ بکاربرده شد.

## نمونه‌ها
یک زیست‌نشانگر می‌تواند به عنوان ابزاری برای بررسی سلامت یک اندام یا دیگر جنبه‌های سلامتی یک موجود زنده معرفی شود. برای مثال کلریدروبیدیوم در برچسب زنی ایزوتوپی به منظور ارزیابی پروفیوژن ماهیچه قلب استفاده می‌شود.
نشانگر زیستی همچنین می‌تواند ماده ای باشد که نشانه‌های یک بیماری خاص را ردیابی کند. به‌طور مثال حضور یک آنتی‌بادی می‌تواند نشانه یک عفونت باشد و شناسایی آن می‌تواند توسط یک نشانگر زیستی صورت پذیرد در نتیجه یک نشانگر زیستی تغییر در بیان، یا تغییر وضعیت یک پروتئین که با یک بیماری یا پیشرفت آن یا با ظرفیت ابتلا به بیماری مرتبط است را نشان می‌دهد. به عنوان مثال وجود پروتئین متالوتیونین در ادرار نشان دهنده آسیب کلیوی ناشی از مواجهه با کادمیوم می‌باشد.
نشانگرهای زیستی می‌توانند خصوصیات زیستی یا مولکول‌های زیستی باشند که با آزمایش قسمت‌هایی از بدن مانند برخی بافت‌های خاص یا آزمایش خون شناسایی شده و فرآیندهای بیمار یا طبیعی را در بدن نشان دهند. همچنین این نشانگرها می‌توانند برخی سلول‌های خاص، ژن‌ها، محصولات ژن‌ها، آنزیم‌ها یا هورمون‌ها باشند. گاهی نیز عملکردهای برخی اندام‌های یا ایجاد تغییرات خاص در ساختارهای زیستی می‌تواند به عنوان نشانگرهای زیستی استفاده شوند.
نشانگرهای زیستی در تعدادی از روش‌ها، از جمله اندازه‌گیری پیشرفت بیماری، ارزیابی رژیم‌های درمانی مؤثر برای برخی از سرطان‌ها، ایجاد حساسیت دراز مدت به سرطان یا برگشت مجدد سرطان مفید و کاربردی هستند.
از نظر مولکولی، اصطلاح نشانگر زیستی زیرمجموعه ای از نشانگرهایی است که ممکن است با استفاده از فناوری‌های ژنومیکس، پروتومیکس و فناوری‌های تصویربرداری کشف شوند و نقش مهمی در زیست پزشکی بازی کنند. این نشانگرها در زمینه تشخیص و پیشگیری از بیماری، شناسایی هدف دارویی، پاسخ دارویی و غیره کمک مؤثری کرده و انواع متعددی از آن‌ها برای بسیاری از بیماری‌ها شناسایی شده‌اند. به‌طور مثال LDL سرمی برای کلسترول و فشار خون و دو ژن p53 و MMPs به عنوان نشانگرهایی عمومی برای سرطان استفاده می‌شوند.

### نشانگرهای زیستی مرتبط با بیماری و نشانگرهای زیستی مرتبط با دارو
تمایز بین نشانگرهای زیستی مرتبط با بیماری و نشانگرهای زیستی مرتبط با دارو ضروری است. نشانگرهای زیستی مرتبط با بیماری اطلاعاتی از اثرات احتمالی درمان روی بیماری (نشانگرهای زیستی پیش‌بینی کننده)، وجود بیماری (نشانگرهای زیستی تشخیصی)، چگونگی توسعه یک بیماری صرف نظر از نوع بیماری (نشانگرهای زیستی پیش آگاه کننده) را در اختیار قرار می‌دهند.
نشانگرهای زیستی پیش‌بینی‌کننده اطلاعاتی در مورد پاسخ‌های احتمالی به یک نوع درمان خاص را بیان می‌کنند در حالی که نشانگرهای زیستی پیش آگاه‌کننده در مورد پیشرفت بیماری، چه زمانی که فرد بیمار تحت درمان قرار گرفته یا بدون درمان، اطلاعاتی ارائه می‌کنند. اما نشانگرهای زیستی مرتبط با دارو در مورد تأثیر یک دارو در یک بیمار خاص و چگونگی پردازش دارو توسط بدن بیمار اطلاعات می‌دهند.

#### نشانگرهای زیستی در توسعه دارو
هنگامی که یک نشانگر زیستی تأیید می‌شود، می‌تواند در تشخیص خطر بیماری، وجود بیماری در یک فرد یا متناسب سازی درمان با بیماری در فرد (انتخاب درمان دارویی یا اجرای رژیم) استفاده شود.
در ارزیابی درمان‌های دارویی بالقوه، ممکن است یک نشانگر زیستی برای ارزیابی بقا بیمار یا بررسی عوارض برگشت‌ناپذیر داروها استفاده شود. مطالعه مراحل اولیه تولید دارو، مطالعات ایمنی و آنالیزهای مولکولی از جمله بخش‌هایی هستند که در آن‌ها از نشانگرهای زیستی برای بهبود و توسعه داروها استفاده می‌شود.
نشانگرهای زیستی مولکولی اغلب در مطالعات اولیه تولید و معرفی یک دارو مانند مطالعات لازم برای تعیین دز مناسب دارو و همچنین تعیین رژیم مصرف دارو استفاده می‌شوند. این مطالعات و نتایج حاصل از آزمایش‌های ایمنی برای تعیین دوز نهایی دارو استفاده می‌شود.
بیش از ده‌ها سال است که از برخی نشانگرهای مولکولی ایمنی برای مباحث بالینی و پیش بالینی استفاده می‌شود. برخی شاخص‌های مرتبط با عملکرد کبد (برای مثال ترانس آمیناز، بیلی روبین، آلکالین فسفاتاز) یا شاخص‌های مربوط به عملکرد کلیه (برای مثال کراتین سرم، کلیرانس کراتین) از جمله شایع‌ترین نشانگرهای زیستی ایمنی مورد استفاده هستند.
انواع دیگری از نشانگرها همچون نشانگرهای مرتبط با ماهیچه‌های اسکلتی (به عنوان مثال میوگلوبین) یا آسیب‌های عضله قلب (برای مثال CK-MB) و همچنین نشانگرهای مربوط به بافت‌های استخوانی (به عنوان مثال آلکالین فسفاتاز خاص استخوان) از جمله نشانگرهای زیستی محسوب می‌شوند.

### طبقه‌بندی و کاربرد نشانگرهای زیستی
نشانگرهای زیستی می‌توانند براساس شاخص‌های مختلف طبقه‌بندی شوند. به‌طور مثال می‌توان آن‌ها را براساس ویژگی‌هایشان به نشانگرهای زیستی تصویر بربرداری (MRI, PET, CT) یا نشانگرهای زیستی مولکولی تقسیم‌بندی کرد.
نشانگرهای زیستی مولکولی را می‌توان در مورد نشانگرهای زیستی غیر تصویر بردار که خصوصیات بیوفیزیکی خاصی داشته و می‌توانند برای اندازه‌گیری در نمونه‌های زیستی (برای مثال پلاسما، مایع مغزی-نخاعی، نمونه برداری) استفاده شوند به کار برد. این نشانگرها خود شامل نشانگرهای زیستی مبتنی بر اسیدهای نوکلئیک (همچون موتاسیون ژن‌ها یا چند شکلی‌ها و تجزیه و تحلیل مقدار بیان ژن)، پپتیدها، پروتئین‌ها، لیپیدها، متابولیت‌ها و دیگر مولکول‌های کوچک هستند.
نشانگرهای زیستی همچنین می‌توانند براساس کاربردهایشان تقسیم‌بندی شوند مانند نشانگرهای زیستی تشخیصی (مانند تروپونین قلبی برای تشخیص آنفارکتوس میوکارد)، نشانگرهای زیستی پیش آگاه کننده (همچون نشانگرهای زیستی سرطان) و نشانگرهای زیستی برای نشان دادن پاسخ‌های بالینی به یک تداخل (HbALc برای درمان ضد دیابتی).
طبقه‌بندی دیگر نشانگرهای زیستی شامل نشانگرهایی است که در تصمیم‌گیری در برای مراحل اولیه تولید یک دارو استفاده می‌شوند مانند نشانگرهای زیستی فارماکودینامیک (PD) و که در مطالعات بهینه‌سازی دوز دارو از اهمیت خاصی برخودار هستند.

### انواع نشانگرهای زیستی
نشانگرهای زیستی معتبر می‌توانند به وسیلهٔ روش‌های زیست مولکولی و ژنتیک به سه نوع طبقه‌بندی شوند

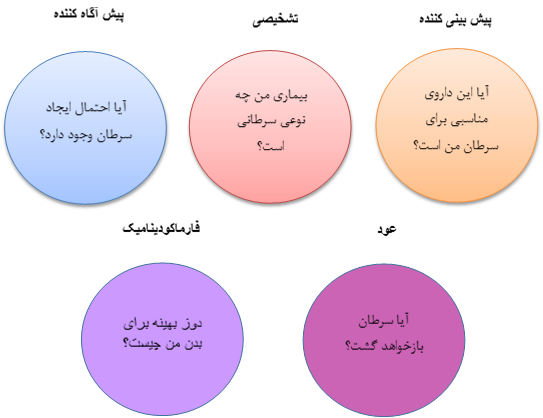
سوالاتی که می‌توان با استفاده از نشانگرهای زیستی مربوط به سرطان پاسخ داد

- نوع صفر- نشانگرهای طبیعی قدیمی
- نوع ۱- نشانگرهای فعال دارویی
- نوع ۲- نشانگرهای جایگزین